# Myxilla distorta
Myxilla distorta är en svampdjursart som beskrevs av Burton 1954. Myxilla distorta ingår i släktet Myxilla och familjen Myxillidae.
Artens utbredningsområde är havet utanför Grenada. Inga underarter finns listade i Catalogue of Life.